# Дискографија групе Fugees
Дискографија америчке хип хоп групе Fugees састоји се од 2 студијска албума, једне компилације, једног ремикс албума, и девет синглова (укључујући један као гостујући извођач) и девет музичких спотова. Групу Fugees су чинили Лорин Хил, Вајклеф Џон и Праз Мичел. Након што је група настала 1980-их под именом Tranzlator Crew и потписала уговор са две дискографске куће, Ruffhouse и Columbia Records, променила је име у Fugees настало као скраћеница од енглеског термина за избеглице (енгл. refugees).
Први студијски албум групе Blunted on Reality снимљен је 1992, али је тек 1994. објављен. Албум је доживео скроман успех достигавши 62. место на америчкој хип хоп топ листи и 122. место на британској топ листи албума, укључујући златну сертификацију добијену од стране СНЕП-а. Са албума Blunted on Reality истакла су се три сингла: Boof Baf, Nappy Heads и Vocab. Nappy Heads је био први сингл групе Fugees који се нашао на Билборд хот 100 листи, и то на 49. месту. Други студијски албум, The Score, објављен је 1996. године. Нашао се на Билборд 200 листи и касније добио шест платинумских сертификација од стране RIAA. Продато је око 22.000.000 копија широм света. Нашао се такође на 1. месту у Аустрији, Канади, Француској, Немачкој и Швајцарској, а ништа лошије није прошао ни у Шведској и УК где се нашао на 2. месту.
Са албума The Score постала су позната четири сингла: Fu-Gee-La (достигао 29. место на Билборд хот 100 листи и добио златну сертификацију од стране RIAA и BVMI), Killing Me Softly, Ready or Not и No Woman, No Cry (нису се појављивали на Билборд хот 100 листи). Прерада песме Роберте Флак, Killing Me Softly, била је на 1. месту топ листе синглова у Аустралији, Аустрији, Немачкој и УК. Ready or Not је била на 1. месту у УК, а на 3. месту у Шведској. Прерада истоимене песме Боба Марлија, No Woman, No Cry, достигла је 1. место на топ листи на Новом Зеланду. Група је била гостујући извођач на синглу Hip-Hopera певача Баунти килер, а такође је снимила саундтрек за филм When We Were Kings назван Rumble in the Jungle. Албум највећих хитова, Greatest Hits издат је 2003. године са синглом Take It Easy.

## Албуми

### Студијски албуми
| Назив                                                                              | Детаљи | Позиције на листама | Позиције на листама | Позиције на листама | Позиције на листама | Позиције на листама | Позиције на листама | Позиције на листама | Позиције на листама | Позиције на листама | Позиције на листама | Број продатих примерака | Сертификати |
| Назив                                                                              | Детаљи | САД                 | САД                 | АУС                 | АУТ                 | КАН                 | ФРА                 | НЕМ                 | ШВЕ                 | ШВА                 | УК                  | Број продатих примерака | Сертификати |
| ---------------------------------------------------------------------------------- | --- | ------------------- | ------------------- | ------------------- | ------------------- | ------------------- | ------------------- | ------------------- | ------------------- | ------------------- | ------------------- | ----------------------- | --- |
| Blunted on Reality                                                                 | - Датум објављивања: 1. фебруар 1994. (САД) - Издавачка кућа: Руфхаус, Коламбија - Формат: ЦД, ЛП, касета, дигитално преузимање      | —                   | 62                  | —                   | —                   | —                   | —                   | —                   | —                   | —                   | 122                 | - САД: 130.000          | - BPI: Сребрни - SNEP: Златни |
| The Score                                                                          | - Датум објављивања: 13. фебруар 1996. (САД) - Издавачка кућа: Руфхаус, Коламбија - Формат: ЦД, ЛП, касета, МД, дигитално преузимање | 1                   | 1                   | 5                   | 1                   | 1                   | 1                   | 1                   | 2                   | 1                   | 2                   | - САД: 6.000.000        | - RIAA: 6× Платинасти - : 5× Платинасти - BVMI: 3× Златни - IFPI AUT: Платинасти - : Платинасти - : 2× Платинасти - MC: 5× Платинасти - SNEP: Дијамантски |
| „—” означава албуме који нису били на листама или нису били објављени у тој држави | |                     |                     |                     |                     |                     |                     |                     |                     |                     |                     |                         | |

### Компилације
| Назив         | Детаљи | Позиције на листама | Позиције на листама |
| Назив         | Детаљи | НЗ                  | ШВА                 |
| ------------- | --- | ------------------- | ------------------- |
| Greatest Hits | - Датум објављивања: 25. март 2003. (САД) - Издавачка кућа: Коламбија - Формат: ЦД, ЛП, касета, дигитално преузимање | 38                  | 44                  |

### Ремикс албуми
| Назив            | Детаљи | Позиције на листама | Позиције на листама | Позиције на листама |
| Назив            | Детаљи | САД                 | САД R&B             | УК                  |
| ---------------- | --- | ------------------- | ------------------- | ------------------- |
| Bootleg Versions | - Датум објављивања: 26. новембар 1996. (САД) - Издавачка кућа: Руфхаус, Коламбија - Формат: ЦД, ЛП, касета, дигитално преузимање | 127                 | 50                  | 55                  |

## Синглови

### Као главни извођач
| Назив                                                                              | Година | Позиције на листама | Позиције на листама | Позиције на листама | Позиције на листама | Позиције на листама | Позиције на листама | Позиције на листама | Позиције на листама | Позиције на листама | Позиције на листама | Сертификати | Албум                        |
| Назив                                                                              | Година | САД                 | САД R&B             | АУС                 | АУТ                 | ФРА                 | НЕМ                 | НЗ                  | ШВЕ                 | ШВА                 | УК                  | Сертификати | Албум                        |
| ---------------------------------------------------------------------------------- | ------ | ------------------- | ------------------- | ------------------- | ------------------- | ------------------- | ------------------- | ------------------- | ------------------- | ------------------- | ------------------- | --- | ---------------------------- |
| [ 33 ]                                                                             | 1993   | —                   | —                   | —                   | —                   | —                   | —                   | —                   | —                   | —                   | —                   | |                              |
| Nappy Heads                                                                        | 1994   | 49                  | 52                  | —                   | —                   | —                   | —                   | —                   | —                   | —                   | 172                 | |                              |
| Vocab                                                                              | 1994   | —                   | 91                  | —                   | —                   | —                   | —                   | —                   | —                   | —                   | —                   | |                              |
| Fu-Gee-La                                                                          | 1996   | 29                  | 13                  | 43                  | 14                  | 22                  | 6                   | 11                  | 10                  | 9                   | 21                  | - : Златни - : Златни |                              |
| Killing Me Softly                                                                  | 1996   | 2                   | 1                   | 1                   | 1                   | 1                   | 1                   | 1                   | 1                   | 1                   | 1                   | - ARIA: 3× Платинасти - BPI: 2× Платинасти - BVMI: 2× Платинасти - IFPI AUT: Платинасти - IFPI SWE: Платинасти - IFPI SWI: Златни - SNEP: Платинасти |                              |
| Ready or Not                                                                       | 1996   | -                   | 22                  | 24                  | 17                  | 128                 | 8                   | 8                   | 3                   | 23                  | 1                   | - BPI: Платинасти |                              |
| No Woman, No Cry                                                                   | 1996   | -                   | 58                  | 20                  | 40                  | 12                  | 33                  | 1                   | 14                  | 23                  | 2                   | - BPI: Сребрни - SNEP: Златни |                              |
| (featuring A Tribe Called Quest, Busta Rhymes and John Forté)                      | 1997   | —                   | —                   | —                   | —                   | —                   | 85                  | 13                  | 36                  | —                   | 3                   | | When We Were Kings саундтрек |
| Take It Easy                                                                       | 2005   | —                   | 40                  | —                   | —                   | —                   | —                   | —                   | —                   | —                   | —                   | | Н/Д                          |
| „—” означава албуме који нису били на листама или нису били објављени у тој држави |        |                     |                     |                     |                     |                     |                     |                     |                     |                     |                     | |                              |

### Као гостујући извођач
| Назив                   | Година | Позиције на листама | Позиције на листама | Позиције на листама | Албум        |
| Назив                   | Година | САД                 | САД R&B             | САД реп             | Албум        |
| ----------------------- | ------ | ------------------- | ------------------- | ------------------- | ------------ |
| (Баунти килер и Fugees) | 1997   | 81                  | 54                  | 14                  | My Xperience |

## Гостујућа појављивања
| Назив          | Година | Други извођач(и) | Албум                    |
| -------------- | ------ | ---------------- | ------------------------ |
| [ 39 ]         | 1995   | Фанкмастер флекс | The Mix Tape, Vol. 1     |
| (Fugees Remix) | 1996   | Сајпрес хил      | Unreleased and Revamped  |
| [ 41 ]         | 1998   | Н/Д              | Elmopalooza! (саундтрек) |

## Видео спотови

### Као главни извођач
| Назив                                                                              | Година | Редитељ(и)                |
| ---------------------------------------------------------------------------------- | ------ | ------------------------- |
| Boof Baf                                                                           | 1993   | Рич Мари                  |
| Nappy Heads                                                                        | 1994   | Макс Малкин               |
| Vocab                                                                              | 1994   | Макс Малкин               |
| Fu-Gee-La                                                                          | 1996   | Гај Гилет                 |
| Killing Me Softly                                                                  | 1996   | Асвад Ајинде              |
| Ready or Not                                                                       | 1996   | Маркус Ниспел             |
| No Woman, No Cry                                                                   | 1996   | Вајклеф Џон               |
| Rumble in the Jungle (featuring A Tribe Called Quest, Busta Rhymes and John Forté) | 1997   | Марк Смерлинг, Марк Вулен |

### Као гостујући извођач
| Назив                                       | Година | Редитељ(и)   |
| ------------------------------------------- | ------ | ------------ |
| Hip-Hopera (Bounty Killer featuring Fugees) | 1997   | Мајкл Лусеро |